# 王惟光
王惟光（？—？），别號曙東，江西吉安府安福縣民籍。

## 生平
萬曆三十七年（1609年）己酉科江西鄉試第六十九名舉人，四十四年（1616年）丙辰科二甲第四十七名進士，通政司觀政，四十五年授工部主事，天啓元年官工部营缮司郎中，天启元年二月，奉命督建荆州的惠王府。七年加太仆寺少卿，崇祯元年升正卿。

## 家族
曾祖王世典，庠生。祖父王邦立。父王應泰。

## 引用
1. ↑  《萬曆四十四年丙辰科進士序齒録》：王惟光，曙東，春秋二房，辛卯十二月二十八日生。
2. ↑  天启元年二月，遣工部营缮司郎中王惟光、吴之甲督造 惠桂二王府第。